# Virgin Orbit
A Virgin Orbit foi uma companhia do Virgin Group que pretendia fornecer serviço de lançamento para pequenos satélites. A companhia foi criada em 2007 para desenvolver o foguete LauncherOne para lançamento em voo a partir do avião Cosmic Girl, que anteriormente era um projeto da Virgin Galactic.
Localizada em Long Beach, Califórnia, a Virgin Orbit tinha como Presidente, Dan Hart, um antigo vice-presidente de sistema de satélite do governo da Boeing.
A empresa sofreu um grande revés em 2023, quando uma tentativa de lançar o primeiro foguetão ao espaço a partir do solo britânico fracassou. A empresa organizou a missão com a Agência Espacial do Reino Unido e o Cornwall Spaceport para lançar nove satélites para o espaço.
O financiamento da empresa sofreu um corte significativo da parte dos investidores e numa reunião geral, o CEO Dan Hart disse aos funcionários que as operações cessariam no futuro previsível.
Em março de 2023, foi noticiado que a empresa vai despedir cerca de 675 pessoas, 85% dos funcionários. No dia 4 de abril de 2023 a empresa declarou falência e passou a buscar alguém que a compre.